# Christuskirche (Dormagen)

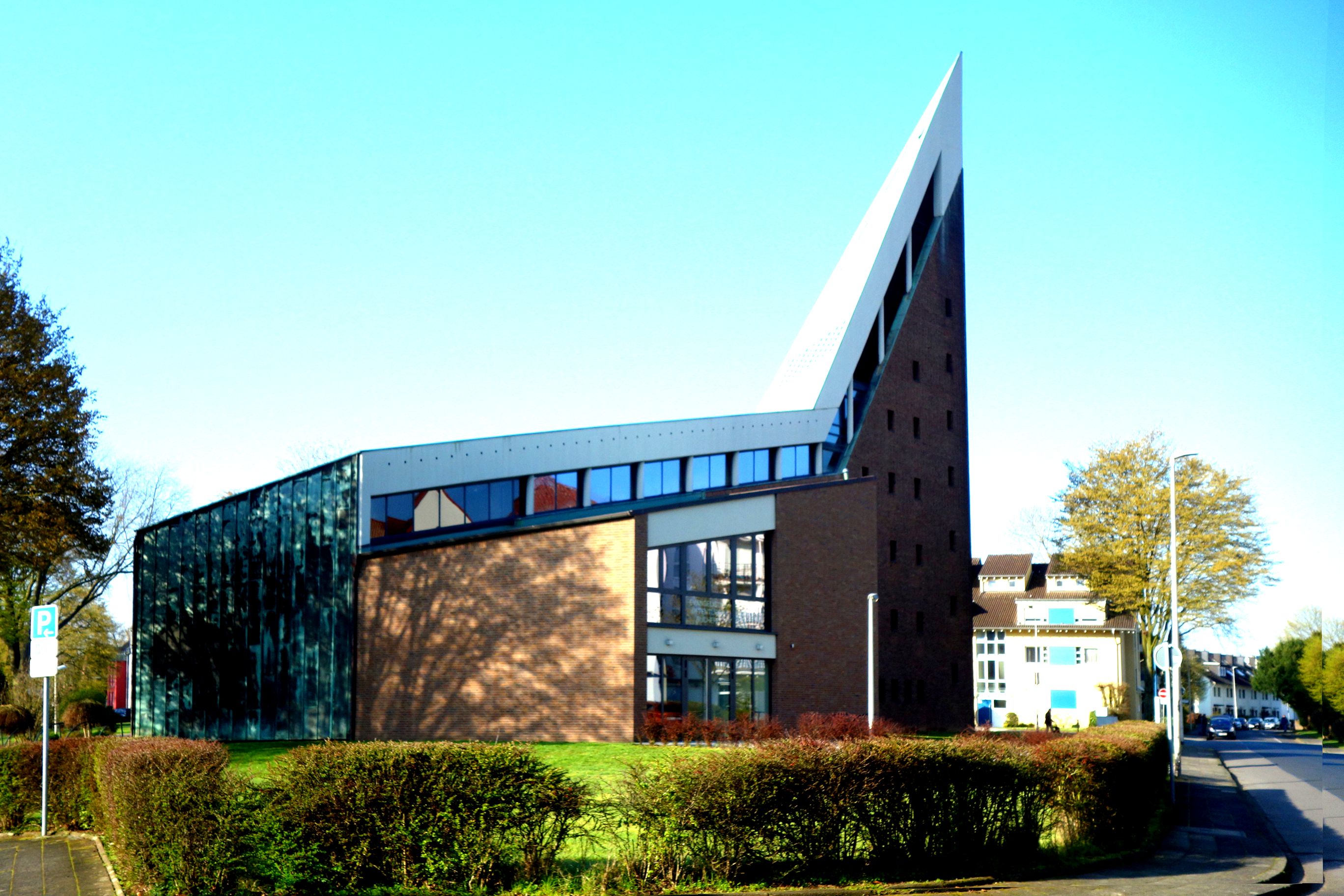
Eingangsseite

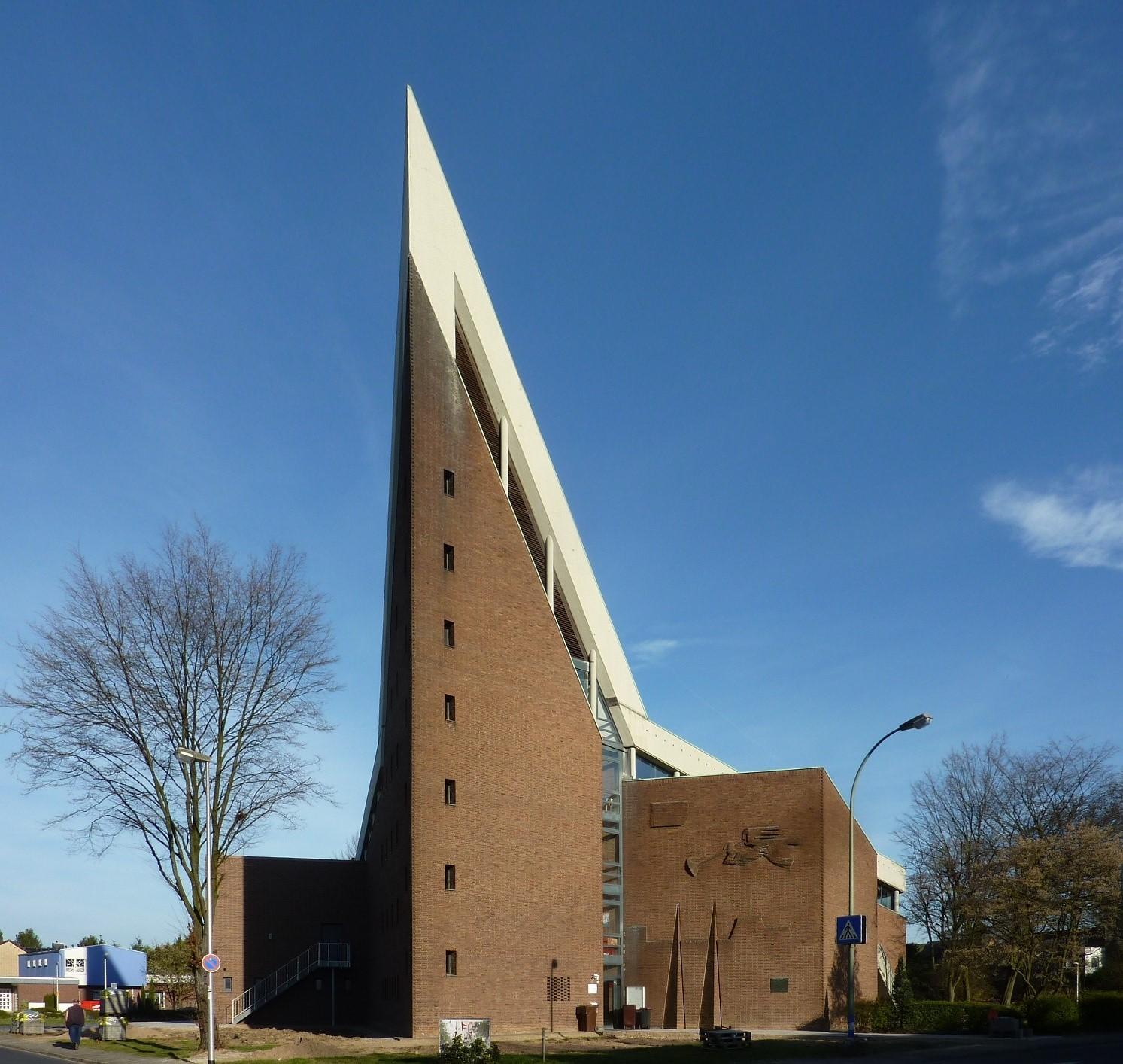
Anblick von Nordwest

Die Christuskirche in Dormagen, Ostpreußenallee, ist die Hauptkirche der Kirchengemeinde Dormagen, die zum Kirchenkreis Gladbach-Neuss der evangelischen Kirche im Rheinland gehört.

## Geschichte
Erst gegen Ende des 19. Jahrhunderts fanden sich Evangelische in nennenswerter Zahl in Dormagen. Sie gehörten zur 1839 wiedergegründeten evangelischen Kirchengemeinde in Monheim auf der anderen Rheinseite, wo sie auch den Gottesdienst besuchten. Ab 1895 fanden Gottesdienste im Haus von August Klaus, des Wiegemeisters der Zuckerfabrik, statt, später auch in der katholischen Volksschule und von 1905 bis 1925 im Haus des Gendarmeriewachtmeisters Reinhard Henke. Zum 1. Januar 1925 wurde der Monheimer Außenbezirk Dormagen zur selbständigen Kirchengemeinde erhoben, wurde allerdings noch vom Monheimer Pfarrer betreut. Erst im Oktober 1935 erhielt die Gemeinde einen eigenen Seelsorger, die Verbindung mit Monheim wurde jedoch erst 1946 aufgehoben.
1927 wurde der Bauplan des Architekten Damm für das evangelische Gemeindehaus fertig, das 1931 in Dienst genommen werden konnte. Bis zum Jahr 1959 war, u. a. bedingt durch den Zuzug von schlesischen und ostpreußischen Flüchtlingen, der Saal im Gemeindehaus längst zu klein geworden; immer wieder konnten Gemeindeglieder aus Platzgründen nicht am Gottesdienst teilnehmen und mussten umkehren. Am 1. April 1959 wurde der Antrag auf eine zweite Pfarrstelle genehmigt und ein offener Architektenwettbewerb für einen Kirchbau mit Pfarrhaus wurde ausgeschrieben, auf den 117 Entwürfe eingingen. Den ersten Preis erhielt 1960 der Entwurf des Frankfurter Architekten Dipl. Ing. Klaus Heubel. Am Ostermontag, dem 23. April 1962, konnte der Grundstein für die neue Kirche gelegt werden. Im Mai 1963 wurden die Glocken in die Glockenstube eingeholt und am 3. November 1963 wurde die Kirche, die den Namen „Christuskirche“ erhielt, feierlich eingeweiht – noch ohne den für einen zweiten Bauabschnitt geplanten Gemeindesaal.
2016 wurde dann an der Nordseite ein Anbau erstellte, der im Erdgeschoss eine Cafeteria und Toiletten enthält und im Obergeschoss die Evangelische Bücherei.

## Architektur
Der Kirchenbau besteht im Wesentlichen aus Stahlbeton, die Wände sind mit holländischem Klinker verkleidet. Der spitze Turm ist 33 m hoch („Seelenabschussrampe“) und war ursprünglich für Jugendräume vorgesehen. Jetzt befindet sich darin das Büro des Kantors und ein Lager für Noten. Der Kirchenraum ist zwischen 6 und 12 m hoch und hat, durch ein Fensterband von den Wänden getrennt, eine Holzdecke aus Carolina Pine. Das zur Altarwand ansteigende Kupferdach, das sich im Turm fortsetzt, überdeckt den Kirchenraum und die Vorhalle. Der Fußboden ist aus bruchrauhem Schiefer, in der ehemaligen Taufkapelle unter der Orgel im Mosaik.
An der nordwestlichen Außenseite, der Rückwand der ehemaligen Taufkapelle wurde, aus der Backsteinwand plastisch hervortretend, der „Geusen-Daniel“ dargestellt. Die horizontale Trennungslinie in der Mitte soll den Horizont andeuten. Die stilisierte Wolke links oben bildet ein Gegengewicht zur Bronzeplatte rechts unten, die den Bibeltext „Und der siebente Engel posaunte · und es wurden große Stimmen im Himmel, die sprachen: Es sind die Reiche der Welt unsers Herrn und seines Christus geworden · und er wird regieren von Ewigkeit zu Ewigkeit  Off 11/15“ trägt.
Auf einer bebauten Fläche von 674 m² wurden 6,800 m³ umbauter Raum realisiert. In der Kirche finden mehr als 500 Personen Platz, wobei keiner der Sitzplätze mehr als 22 m vom Altar entfernt ist.

## Ausstattung

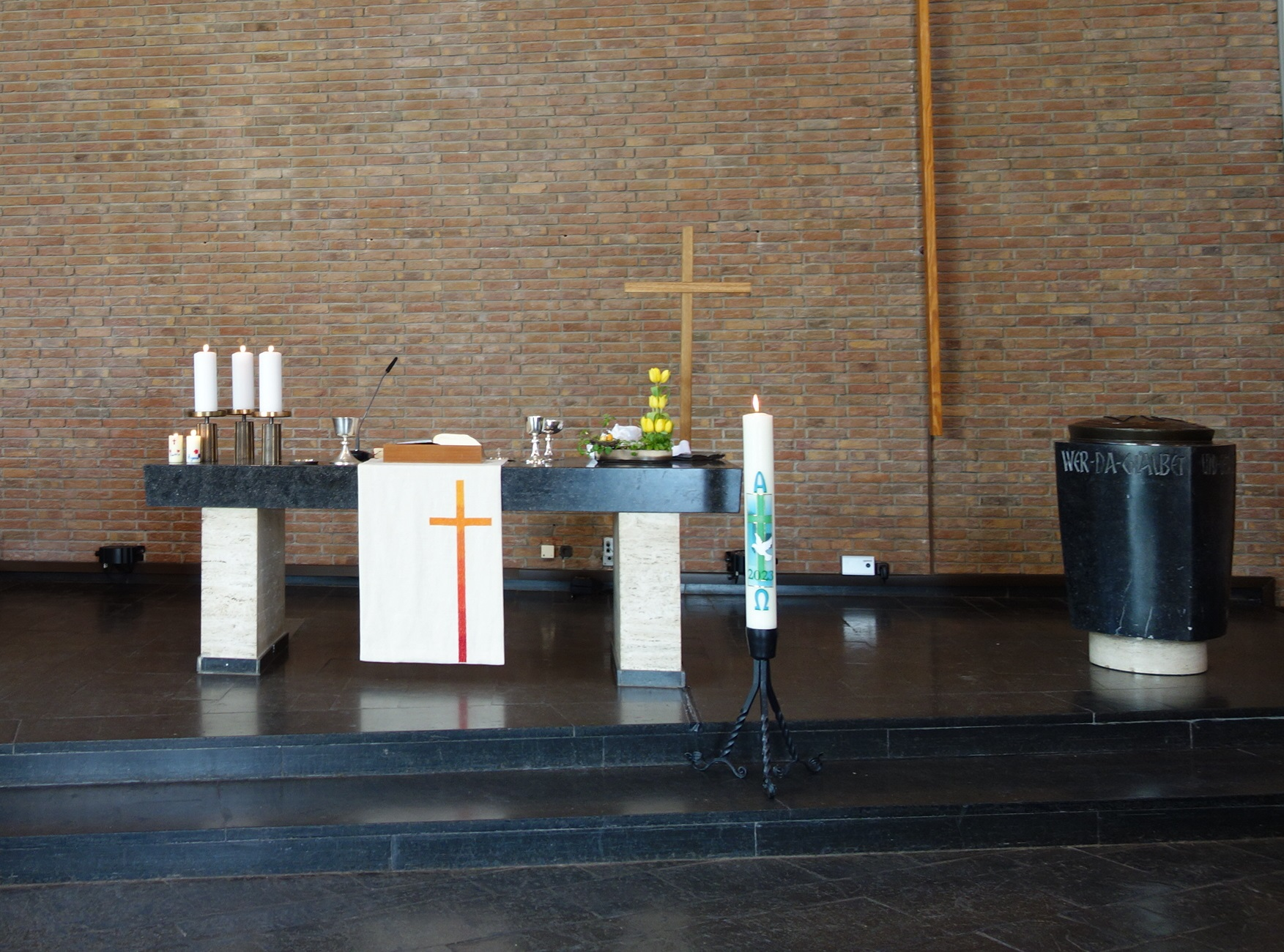
Altar und Taufstein

Altar, Kanzel und Taufstein wurden von Johannes Schillbach gestaltet. Die massive Altarplatte aus Belgisch Granit ruht auf zwei Stützen aus Travertin. Die Kanzel aus römischen Travertin bildet die hellste Fläche auf dem Altarpodest. Der Taufstein besteht aus einem großen Block Belgisch Granit. Auf dem Deckel des Taufsteins ist die Taube des Heiligen Geistes (vgl. Mt 3,16 ) dargestellt, der obere Rand trägt die Umschrift „Wer da glaubt und getauft wird, der wird selig werden Marc 16·16“.

### Orgel

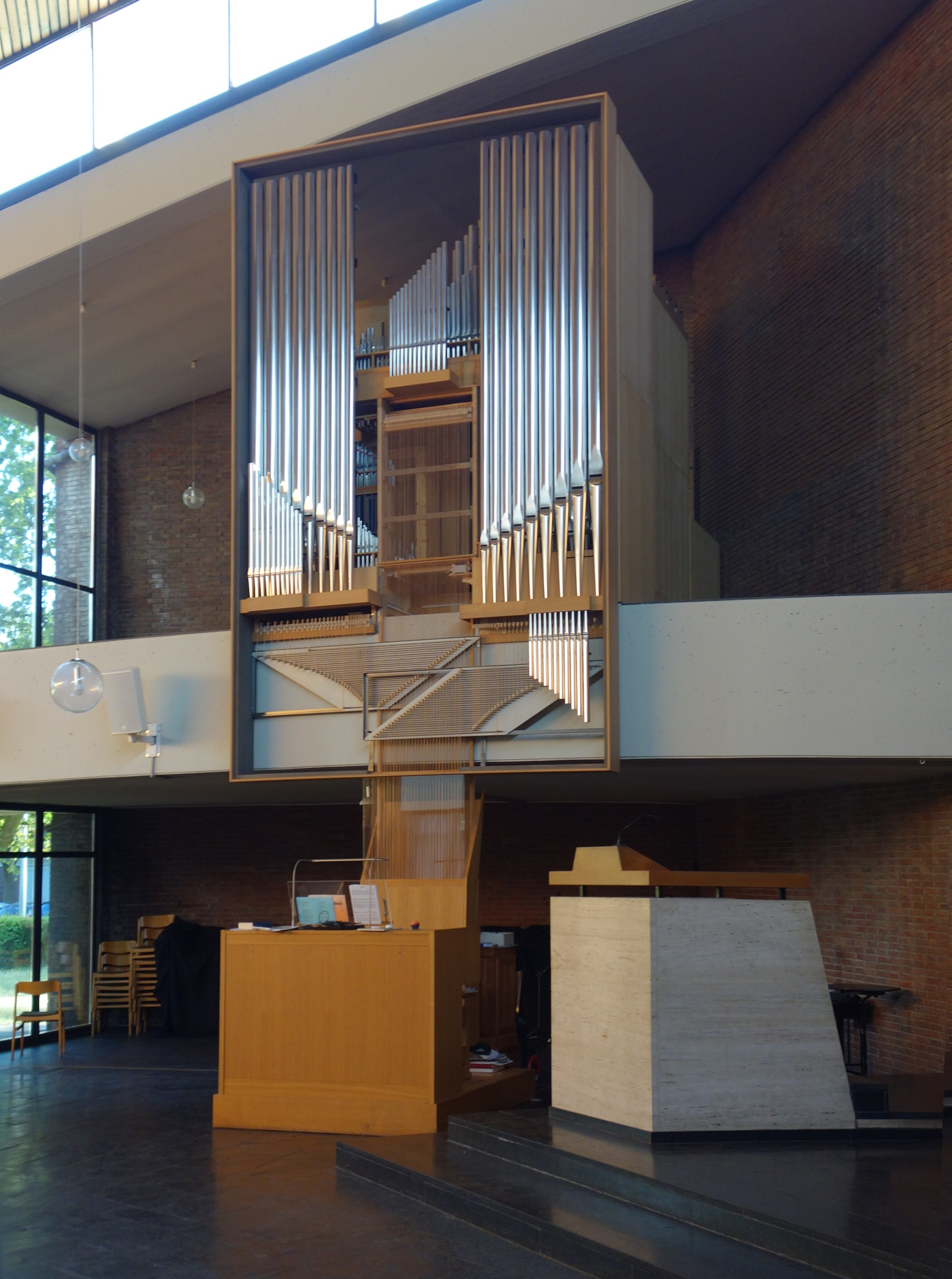
Orgel und Kanzel

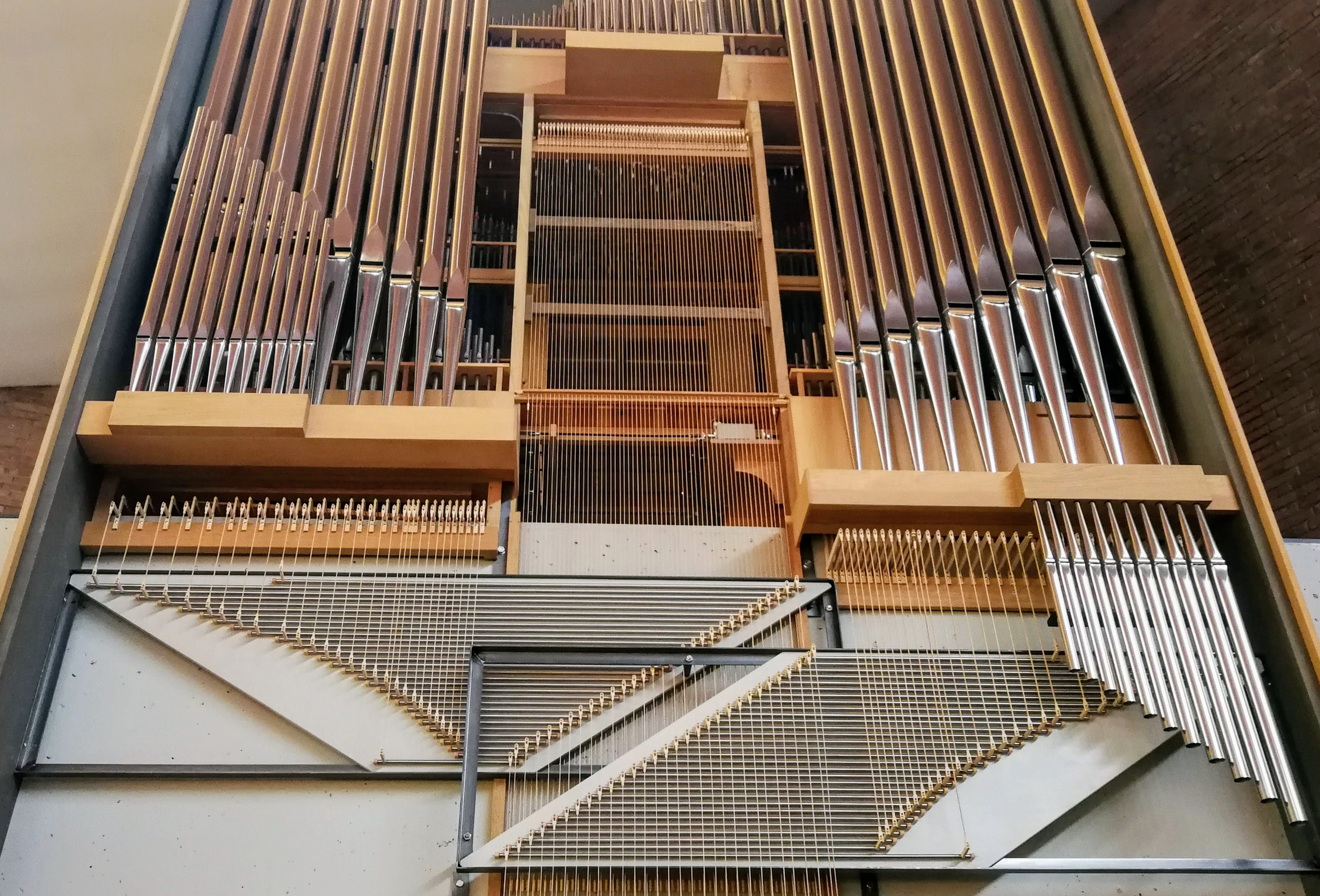
Prospektdetail mit sichtbarer Traktur

Die Orgel der Christuskirche mit 38 Registern wurde 1964 von der Kölner Orgelbaufirma Willi Peter gebaut. Dabei wurden jedoch unerprobte technische Lösungen umgesetzt, die im Laufe der Zeit Probleme machten. Auch Aufstellungsort und Klang ließen Wünsche offen. Das Presbyterium entschied sich daher 2009, einen Orgelneubau zu realisieren. Obwohl Teile der alten Orgel so weit wie möglich wiederverwendet werden sollten, belief sich der Kostenvoranschlag auf 350.000 €. Davon wurden 100.000 € aus Kirchensteuermitteln erbracht und die restlichen 250,000 € aus Spenden und Pfeifenpatenschaften. Der Architekt Aaron Werbick entwarf den Prospekt und das Gehäuse, wobei vor allem die teilweise sichtbare mechanische Traktur von Hauptwerk und Positiv auffällt. Ungewöhnlich ist auch, dass sich der Spieltisch im Kirchenraum und nicht auf der Orgelempore befindet. Die Orgel selbst wurde von Orgelbaumeister Friedrich Kampherm aus Verl erstellt und Orgelbaumeister Tilman Trefz aus Stuttgart übernahm die Intonation. Die Orgel verfügt über ca. 2100 Pfeifen, davon 650 neue, und 38 klingende Register. Sie wurde am Pfingstsonntag, 24. Mai 2015 eingeweiht. Die Disposition lautet wie folgt:
| I Hauptwerk C–g3 |       |   |
| Prinzipal        | 8′    | * |
| Rohrflöte        | 8′    |   |
| Gambe            | 8′    |   |
| Oktave           | 4′    |   |
| Flöte            | 4′    |   |
| Quinte           | 2 ⁄3′ |   |
| Oktav            | 2′    |   |
| Mixtur IV        | 1 ⁄3′ |   |
| Cornett V        |       |   |
| Trompete         | 8′    |   |
| Tremulant        |       |   |
|                  |       |   |

| II Positiv C–g3 |        |   |
| Gedeckt         | 8′     | * |
| Flauto traverso | 8′     | * |
| Prinzipal       | 4′     | * |
| Holzflöte       | 4′     | * |
| Nasat           | 2 ⁄3′  |   |
| Waldflöte       | 2′     |   |
| Terz            | 1 3⁄5′ |   |
| Sifflet         | 1′     |   |
| Cromorne        | 8′     | * |
| Tremulant       |        |   |
|                 |        |   |

| III Schwellwerk C–g3 |       |   |
| Liebl. Gedeckt       | 16′   |   |
| Prinzipal            | 8′    |   |
| Liebl. Gedeckt       | 8′    |   |
| Salizional           | 8′    | * |
| Vox coelestis        | 8′    | * |
| Fugara               | 4′    | * |
| Gedeckt              | 4′    |   |
| Flautino             | 2′    |   |
| Mixtur-Cornett IV    | 2 ⁄3′ |   |
| Horn                 | 8′    | * |
| Vox humana           | 8′    | * |
| Tremulant            |       |   |

| Pedal C–g1         |     |
| Violon             | 16′ |
| Subbass            | 16′ |
| Echobass (aus III) | 16′ |
| Oktavbass          | 8′  |
| Gedecktbass        | 8′  |
| Violon (Ext.)      | 8′  |
| Choralbass         | 4′  |
| Posaune            | 16′ |
| Trompete           | 8′  |
| Clarine            | 4′  |

- Koppeln:
  - Normalkoppeln: II/I, III/I, III/II, I/P, II/P, III/P
  - Oktavkoppeln: III/I 16′, III/I 4′, III/II 16′, III/II 4′, III/III 16′, III/III 4′, III/P 4′
- Spielhilfen: 10.000fache Setzeranlage (Otto Heuss), Registerfessel, Winddrossel (III+P), regulierbare Tremulanten, Tastenfessel, programmierbare Walze

* = neues Register

### Glocken
Zusätzlich zu den zwei bisherigen Glocken wurden für den Neubau drei neue Glocken bei der Glockengießerei Rincker in Sinn/Dillkreis gegossen. Die Glocken ertönen in fis′, gis′, h′, cis′ und e″; die schwerste Glocke hat ein Gewicht von 1010 kg und trägt die Inschrift Land, Land, Land, höre des Herrn Wort!.

### Gemeindeleben
In der Christuskirche herrscht ein reges Gemeindeleben u. a. mit öffentlicher Bücherei, 18-Uhr-Chor, Dormagener Kantorei, Kinderchor, wechselnden Bilderausstellungen im Vorraum und Ikebanas als Altarschmuck, klassischen Konzerten („Reihe 8“) sowie Pop- und Soul-Konzerten („Friday Night“) im alten Gemeindehaus. Das Gemeindezentrum „Arche“ im Ortsteil Rheinfeld gehört ebenfalls zur Kirchengemeinde. Der zur Christuskirche gehörende Kindergarten ist 1954 gegründet worden und einer der ältesten im Stadtgebiet. Derzeit wird auf dem Gelände der „Arche“ ein weiterer Kindergarten gebaut.